# Poznań Porsche Open 2006
Il Poznań Porsche Open 2006 è stato un torneo di tennis facente parte della categoria ATP Challenger Series nell'ambito dell'ATP Challenger Series 2006. Il torneo si è giocato a Poznań in Polonia dal 10 al 16 luglio 2006 su campi in terra rossa.

## Vincitori

### Singolare
Jan Hájek ha battuto in finale  Ilija Bozoljac con il punteggio di 6–4, 6–3

### Doppio
Tomasz Bednarek /  Michał Przysiężny hanno battuto in finale  Vasilīs Mazarakīs /  Jan Mertl con il punteggio di 6–3, 3–6, [10–8]